# Nagy egyházszakadás
A nagy egyházszakadás, kelet–nyugati egyházszakadás vagy nagy szkizma a középkori keresztény egyház keleti és a nyugati felének eltávolodására, majd 1054-ben történt végleges kettéválására utal, amelynek következményeként kialakult a római katolikus és az ortodox (keleti) keresztény egyház. A keleti és nyugati egyházfők közötti kapcsolat már korábban is feszült volt politikai és teológiai nézeteltéréseik miatt. IX. Leó pápa és I. Mihály (Kerulláriosz) konstantinápolyi pátriárka tovább szította az indulatokat azzal, hogy támogatta a másik fél híveinek üldözését. Leó 1054-ben küldöttséget indított Konstantinápolyba, hogy Kerulláriosztól megtagadják az „ökumenikus pátriárka” címet és rávegyék a római pápa fennhatóságának elismerésére. Kerulláriosz ezt visszautasította, mire a követség vezetője kiközösítette Kerullárioszt, aki válaszul kiközösítette a követség minden tagját.
A nyugati egyházat képviselő küldöttek cselekedeteinek már a korabeliek szemében is kétséges volt a jogalapja: a küldöttséget indító Leó pápa ugyanis 1054. április 19-én meghalt, de a kölcsönös kiközösítés olyan szakadást okozott, amelyet azóta sem lehetett áthidalni. A kereszténység dogmatikus, teológiai, nyelvi, politikai és földrajzi értelemben is két nagy részre szakadt. A helyzetet tovább súlyosbította, hogy a negyedik keresztes hadjárat során a keresztesek Velence felbujtására 1204-ben elfoglalták és különös kegyetlenséggel kirabolták Konstantinápolyt, és a nyugati egyházhoz húzó pátriárkát neveztek ki. Elméletileg a két egyház két alkalommal, 1274-ben a második lyoni zsinaton és 1439-ben a bázel–ferrara–firenzei zsinaton kimondta egyesülésüket, de az ortodox egyház mindkét alkalommal visszautasította ennek elismerését, mondván, hogy a küldöttek jócskán túllépték hatáskörüket. 1484-ben, 31 évvel azután, hogy Konstantinápolyt a törökök elfoglalták, a városban tartott ortodox zsinat elutasította a firenzei zsinat határozatát és ezzel véglegesítette az egyházszakadást. 1965-ben VI. Pál pápa és I. Athenagorasz konstantinápolyi pátriárka visszavonta a kölcsönös kiközösítést, ezzel megteremtve a két egyház közötti megbékélés lehetőségét.

## A szakadás okai
A keresztény egyház szóhasználatában a szkizma az egyház szervezetében és közösségében beállt szakadást jelenti, nem azonos az eretnekséggel, amely az egyház által tévesnek ítélt tanokra és követőire vonatkozik. Az egyik legfontosabb különbség, hogy a szkizma alatt is lehetséges a szentségek kiszolgálása, amit a másik fél elismert, ugyanez az eretnekeknek nem lehetséges. A kereszténységben a szkizma már János apostol idejében jelen volt, és különösen nagy törést okoztak az ariánusok, a nesztoriánusok és a miafiziták (az antikhalkedóni egyházak).
Bár az egyházszakadás előidézőjének általában a kölcsönös kiközösítést tekintik, a szakadás azonban nem csak ennek az egyetlen vitának volt a következménye – hiszen ez azt sugallaná, hogy egy évezredes béke után a kereszténység hirtelen két, élesen szemben álló közösségre szakadt. A szakadás tényleges okai a két egyház közötti filozófiai, liturgiai, nyelvi, politikai és gyakorlati különbségekben rejlenek, bár ehhez kétségtelenül hozzájárult a vita főszereplőinek indulatossága és kölcsönös meg nem értése.

### A római püspökök felemelkedése
Róma püspökeinek szemszögéből Jeruzsálem, Alexandria és Antiochia elfoglalása után, ez a város lett a kereszténység központja. Rómában igen korán jelentős keresztény közösség alakult ki, itt prédikált és szenvedett mártírhalált Pál apostol, valamint Rómának lett püspöke Szent Péter is, akit a városban temettek el. A keresztény egyház fejlődése során az alexandrai és antiochiai egyházfők jelentős teológiai műveket produkáltak, míg Róma püspökei azt tették, amihez a birodalom központjában a leginkább lehetőségük volt: kialakították az egyház szervezetét és hierarchiáját. Ehhez járult hozzá, hogy a korabeli gondolkodás szerint minden város püspöke örökölte a püspökséget megalapító személy méltóságát és pozícióját, amit természetesen Rómában saját elsőbbségükként értelmeztek a város püspökei.

### Róma elsőbbsége

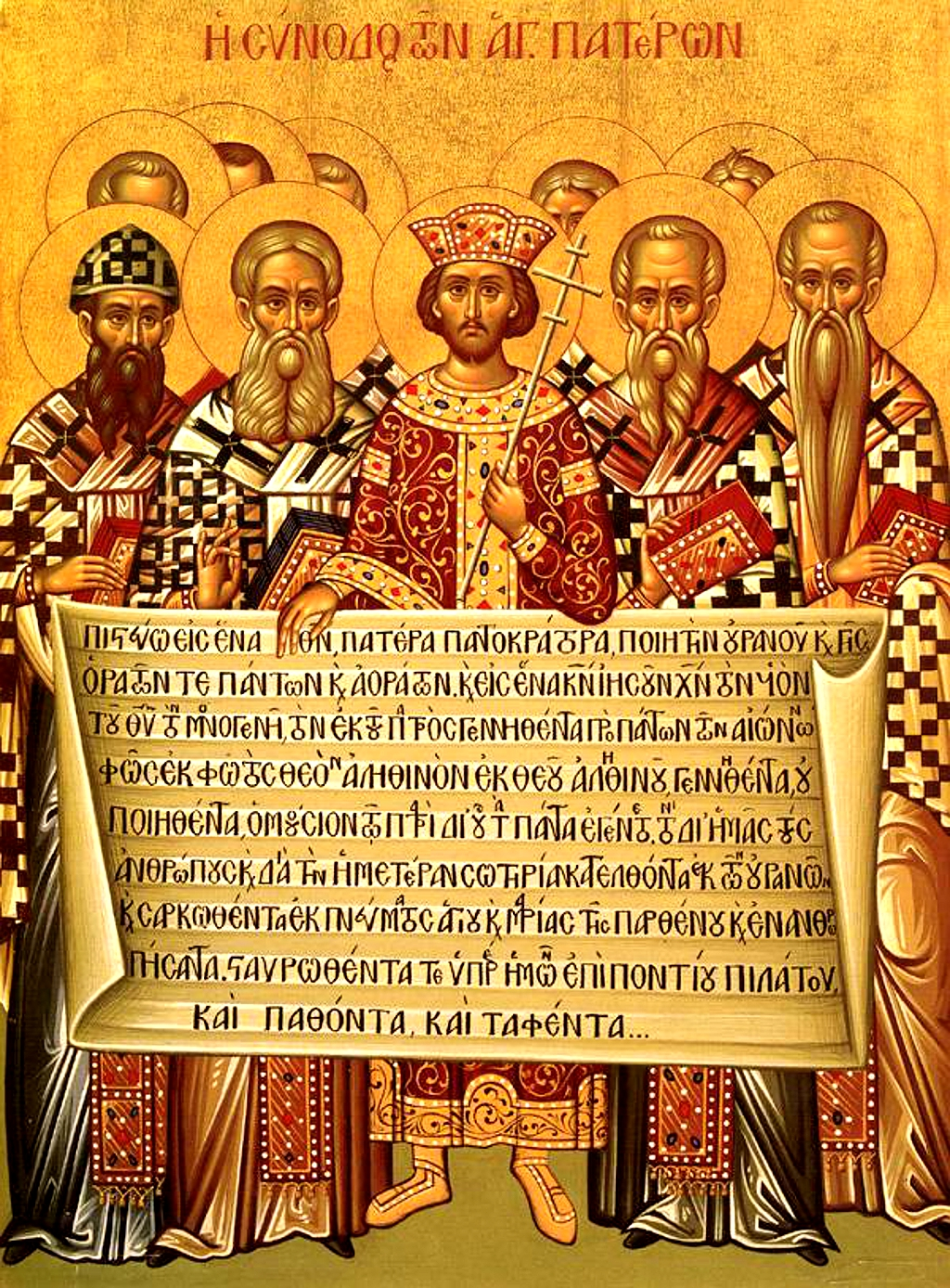
I. Constantinus császár és a nikaiai zsinat egyházatyái a nikaiai hitvallás görög nyelvű változatát tartják a kezükben

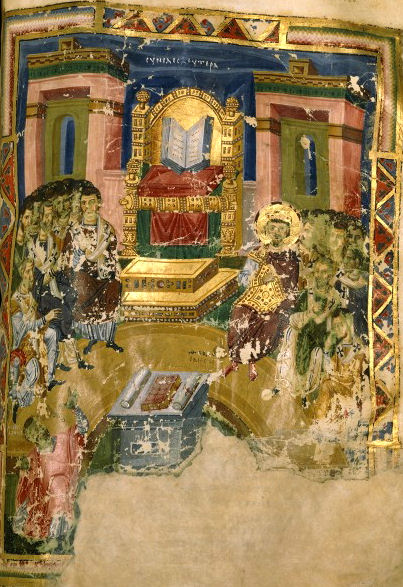
A második egyetemes zsinat ábrázolása, ahol elfogadták a Nikaia–konstantinápolyi hitvallást, amely az egyházszakadáshoz vezető vita egyik sarkalatos pontja volt. (Az illusztráció, Kr. u. 879-882 körül, a Nazianzusi Gergely szentbeszédei kéziratból származik. A Bibliothèque nationale de France tulajdona.)

Miután I. Constantinus római császár törvényessé tette a keresztény vallást a Római Birodalomban, 325-ben összehívta az első egyetemes zsinatot Nikaia városában, hogy az egyházfők tisztázzanak számos teológiai és szervezési kérdést. A zsinat során a püspökök elismerték a római és alexandriai metropolita (érsek) fennhatóságát a tartományukon kívül eső püspökök felett is, valamint elismerték Antiochia püspökének már meglévő hatáskörét. Ezeket a fontos püspöki székeket később pátriárkátusnak nevezték és természetesen Róma, mint a birodalom központja, kapta az elsőséget, majd Alexandria és Antiochia következett. Ugyanez a zsinat elismerte Jeruzsálem püspökének kivételes helyzetét és a másik három metropolitával egy szintre emelte őt.

### Az öt pátriárka
Constantinus császár a Boszporusz partján alapította meg új fővárosát, Constantinopolist, mely az egykori Byzantion területén épült. Ide hívta össze a második egyetemes zsinatot 381-ben, amely Konstantinápoly püspökét a másik három pátriárka fölé helyezte, Róma elsőbbségét továbbra is fenntartva. A második zsinat mondta ki határozatában, hogy a „kelet püspökei felügyeljék a keleti egyházat”, megteremtve a későbbi szakadás alapjait. 451-ben a khalkédóni zsinaton elítélték a monofizitizmust, megerősítették az öt pátriárkátus, pentarkhátus megalakítását, Róma, Konstantinápoly, Alexandria, Antiochia és Jeruzsálem központokkal.
Ekkor az a helyzet alakult ki, hogy az egyház hierarchiájának megfelelően Róma püspöke volt a keleti keresztények legfőbb vallási vezetője, akihez csak akkor fordultak, ha a helyi pátriárka nem tudott döntést hozni valami vitás ügyben. A nyugati keresztényeknek viszont a pápa közvetlen, kézzelfogható hatalom volt, a pápa szervezte a birodalom nyugati felében élő barbárok megtérítését, a misszionáriusok kiküldését és a helyi egyházak megalakítását. Emiatt keleten mindig is nagyobb veszélye volt az egyházszakadásnak, a pátriárkák közötti vitának, ami nyugaton, a pápa fennhatósága alatt elképzelhetetlen volt.

### Keleti és nyugati birodalom
Az egyházak megosztottságához jelentősen hozzájárult a birodalom megosztottsága is: I. Theodosius császár hivatalos vallássá tette a kereszténységet, de halála (395) után a birodalom két részre szakadt: Róma, majd Ravenna központtal megalakult a Nyugatrómai Birodalom, míg keleten Konstantinápoly központtal megalakult az elgörögösödő Keletrómai Birodalom. Az ötödik század végére előbbi a germán, hun, alán stb. támadások miatt egyre szűkebb határok közé szorult, sorra elveszítette a tartományai feletti fennhatóságát, a gótok 410-ben I. Alarich nyugati gót király vezetésével végigdúlták Itáliát, elfoglalták Rómát is. 476-ban a kiskorú Romulus Augustulus császárt a testőrség vezetője, Odoaker germán hadvezér megfosztotta hatalmától és a császári jelvényeket Konstantinápolyba küldte, ezzel Róma püspökének elsőbbsége, amely a császári hatalomból fakadt, egyszeriben semmivé vált.
Nyugaton a politikai hatalom és a közigazgatás összeomlásával legtöbb helyen a keresztény egyház maradt az egyetlen szervezet, amely meg tudta őrizni centralizált felépítését és működését, a legtöbb helyen az egyházi elöljárók átvették a polgári közigazgatási feladatokat. A később kialakuló királyi, császári hatalomnak ezért természetes volt és elfogadta, hogy a pápa számos területen elsőbbséget élvez. Keleten teljesen más volt a helyzet, a császárok mindig is magukat tekintették az egyház fejének és a pátriárkák elöljárójának.

### Nyelv és szokások
A Kelet és Nyugat közötti szembenállást a nyelvi kérdés is súlyosbította: nyugaton a latint használták, míg keleten egyre inkább a görög vált uralkodóvá. A birodalom egységének felbomlása után egyre kevesebben lettek, akik mindkét nyelvet tökéletesen beszélték, a két régió közötti kommunikáció egyre nehézkesebb lett. A nyelvi egység felbomlásával a kultúra és a szokások terén is szakadás állt be: a két egyház eltérő rítusokat vezetett be és máshogyan kezdett gondolkodni fontos teológiai kérdésekről. Utóbbinak egyik legfontosabb példája a „Filioque”-vita.

### A „Filioque”-vita
A Nikaia–konstantinápolyi hitvallás latin nyelvű szövegébe a Szentlélek eredetével kapcsolatban először a toledói zsinat toldotta be 589-ben az eredeti, elismert szövegbe a Filioque szót, amely szerint a Szentlélek „az Atyától és a Fiútól származik”. Ennek célja feltételezhetően Krisztus istenségének és az Atyával való egységének fokozottabb hangsúlyozása volt, ellensúlyozandó az arianizmusnak a vizigótok közötti erős hatását. A betoldást 767-től kezdve a frank egyház is elfogadta. Nagy Károly 809-ben az aacheni zsinattal elfogadtatta a betoldás használatának lehetőségét. Rómában 1014-től mondják ezzel a betoldással a hitvallást. A keleti (ortodox) egyházak viszont sohasem fogadták el a Filioque-betoldást, és gyakran tiltakoztak nyugati használata ellen. A szövegbeli különbség ma is fennáll, a nyugati kereszténység (beleértve a protestantizmust is) a betoldással együtt fogadja el a Nikaia-konstantinápolyi hitvallást. Viszont a keleti rítusú keresztények részvételével tartott ökumenikus istentiszteleteken általában kihagyják a Filioque-kitételt.

### A „Phótiosz”-ügy
A phótioszi egyházszakadás néven ismert vita oka az volt, hogy 858-ban Konstantinápoly pátriárkáját, Ignatioszt (I. Mihály bizánci császár fiát) III. Mihály bizánci császár elmozdította pozíciójából. Ennek oka, hogy Ignatiosz megtagadta az áldozást egy vérfertőzéssel vádolt embertől, aki történetesen Bardasz volt, a császárság régense, aki Mihály helyett ténylegesen vezette a császári adminisztrációt. Bardasz ekkor Phótioszt tette meg pátriárkának; mindkét fél I. Miklós pápához fordult döntésért. Miklós, aki nem akart konfliktust a keletiekkel, sem a császárral, kénytelen volt kiállni Ignatiosz püspök mellett, akit igazságtalanul mozdítottak el székéből. Amikor Phótiosz és Bardasz értesültek a pápa döntéséről, akkor a behódolás helyett inkább az egyházszakadást választották. 869-ben a keleti püspökök gyűlése ugyan elfogadta a pápa döntését és visszaállította Ignatioszt a püspöki tisztségbe, de addigra Phótiosz megalakított egy „latinellenes” pártot, amely egyre gyakrabban kiáltotta ki a nyugatiakat „eretneknek”, hiszen ez könnyedén felkorbácsolta a nép haragját és növelte népszerűségüket. Phótiosz, aki a nyugatiakat „hazugoknak, Isten ellen harcolóknak és az antikrisztus előfutárainak” nevezte, a következő császár, I. Baszileiosz fiának lett a nevelője és ezzel a legmagasabb szinten tudta a nyugat ellen fordítani a bizánci vezetést.

### Az egyházszakadás további okai
Számos vitás kérdés terhelte még a keleti és nyugati egyházak kapcsolatát:
- III. Leó bizánci császár betiltotta a szentképek tiszteletét keleten, uralkodása alatt kezdődtek meg a képrombolási harcok. Nyugaton ezt sohasem ismerték el.
- A Balkán, Dél-Itália és Szicília felett mindkét egyház magának követelte az elsőbbséget.
- A császár és az egyházfő tisztségének egyesítése, amelyet a nyugat sohasem fogadott el.
- Az iszlám kialakulásától és térhódításától kezdve az antiochiai, alexandriai, jeruzsálemi pátriárkák tekintélyének és befolyásának csökkenése.
- A nesztorianizmus és a monofizitizmus tanai miatt a keleti egyházak már ekkor is szakadásban voltak és ez tovább rombolta, gyengítette a pátriárkák tekintélyét, míg nyugaton sikerült megőrizni az egyház viszonylagos egységét.
- A nyugaton bevezetett bizonyos liturgikus újításokat, mint például a kovásztalan kenyér használatát áldozáshoz, keleten sosem ismerték el.
- A nyugati egyházak bevezették és igyekeztek betartatni a papi cölibátust, míg keleten házasemberek is lehettek papok, amennyiben felszentelésük előtt kötötték házasságukat.

## Kölcsönös kiközösítés 1054-ben

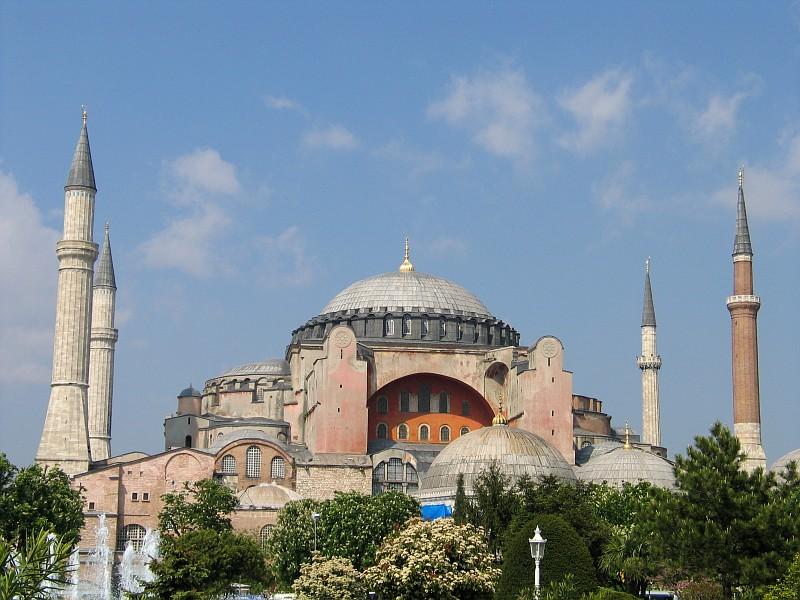
A Hagia Szophia székesegyház, a Konstantinápolyi Patriarchátus székhelye

Az egyházszakadás közvetlen okai, amelyek előidézték az 1054-es kölcsönös kiközösítést, a fenti okoknál sokkal prózaibbak. Egészen 1054-ig a bizánci udvar és a pápa közötti kapcsolatok meglehetősen jók voltak, IX. Konstantin császár és IX. Leó pápa katonai szövetséget is kötött az Itáliát fosztogató normannok ellen. A szövetség megkötésében nagy szerepe volta lombard származású Argyrusnak, az itáliai bizánci Ravennai Exarchátus elöljárójának. A pápa és Argyus együtt indultak csatába a normannok ellen, azonban a Foggia városa mellett vívott civitatei csatában a pápa, valamint a szövetséges sváb–lombard erők vereséget szenvedtek, maga a pápa is a normannok fogságába esett. Argyrus nem érkezett meg időben a csata helyszínére, ami kissé elhidegítette a pápa és a császár kapcsolatát.
Időközben a Dél-Itáliát meghódító normannok a nyugati, latin rítusokat, köztük a kovásztalan kenyér használatát, kezdték elterjeszteni – a pápa jóváhagyásával – az általuk elfoglalt területeken, amelyek korábban Konstantinápoly fennhatósága alá tartoztak. Kerulláriosz Mihály pátriárka levelet küldött az apuliai Trani püspökének, amelyben elítélte az általa eretneknek tartott gyakorlatot. A levelet Trani püspökének minden nyugati püspökhöz, a pápát is beleértve, el kellett juttatnia. Utóbbi elrendelte egy válaszlevél megfogalmazását, amelyben minden latin rítust megvédelmezett és hangsúlyozta Róma püspökének fennhatóságát az egyház vitás kérdéseiben. Kerulláriosz, feltehetően a bizánci császár és Trani püspökének befolyására, tárgyalásokat akart kezdeményezni a pápával, aki legátusi rangú küldöttségek menesztett Konstantinápolyba, Umberto di Silva Candida bíboros és Lotaringiai Frigyes, a római egyház kancellárjának vezetésével.
A küldöttek 1054 elején indultak és áprilisban érték el Konstantinápolyt. A pápai küldöttséget fogadta a pátriárka, de utóbbiak a hűvös fogadtatáson megsértődve átadták a válaszlevelet és kiviharzottak a fogadóteremből. A helyzetet tovább rontotta, hogy a hivatalos levél pecsétje nem volt sértetlen és hogy a küldöttek görög nyelven közzétették a levél egyik korábbi, meglehetősen éles hangú és a keleti egyház számára sértő változatát. A pátriárkának ez elég volt ahhoz, hogy kijelentse: a küldöttség „csalókból és zsiványokból” áll, és egyszerűen nem vett róluk tovább tudomást, mintha nem is léteztek volna. Április 19-én meghalt Leó pápa, tehát elvileg már nem volt legitim a pápai küldöttség, és vissza kellett volna térniük Rómába, amit a küldöttség tagjai észre sem vettek.
Kerulláriosz tovább rontotta a helyzetet azzal, hogy elrendelte a konstantinápolyi latin (nyugati rítusú) templomok bezárását és lerombolását, illetve a pápa nevének törlését a hivatalos dokumentumokból. Mivel a pátriárka ellenállása miatt semmilyen vitás kérdésről nem tudtak megegyezni, a küldöttek cselekvésre határozták el magukat: július 16-án a szombat délutáni mise alkalmával a Hagia Szophia templomba vonultak és az oltárra helyezték a Kerulláriosz Mihály kiközösítését elrendelő pápai bullát. A küldöttség két nap múlva kihajózott Róma felé, miután a városban szinte felkelés tört ki ellenük. Azonban a küldöttség meglehetősen óvatosan járt el, IX. Konstantin császárt (akit a források szerint meglehetősen idegesített az egész vita), a szenátust, az egyház többi tagját és a város lakóit nem vonták a kiközösítés alá – csak Kerullárioszt és követőit. Kerulláriosz pátriárka azonban, a nép támogatását kihasználva, ellenszegült a pápai küldöttekkel rokonszenvező császárnak, és kiközösítette a küldöttség összes tagját.
A kölcsönös kiközösítésnek még nem kellett volna feltétlenül egyházszakadáshoz vezetnie, de a keleti pátriárkák és püspökök idővel mind Kerulláriosz mellett foglaltak állást a vitában. III. János antiokhiai pátriárka egyenesen megtagadta, hogy Kerullárioszt támogassa, de lassan felülkerekedett a birodalom kettéválása után kialakult szokás, miszerint Keleten mindenki Konstantinápoly pátriárkájához fordult iránymutatásért. IX. Konstantin utóda is a pátriárka oldalára állt, és mivel keleten ő számított az egyház végleges fejének, a személyeskedő vita kimenetele a kelet és nyugat közötti végleges szakításhoz vezetett.

## Kelet és Nyugat kapcsolata 1054 után
Bár a keleti és a nyugati egyházak közötti kapcsolatok 1054 után is szívélyesek voltak, a szakadás egyre nagyobb jelentőséggel bírt. A nyugati egyházzal szemben álló párt és Kerulláriosz Mihály pátriárka sikeresen állította be magát a „barbár”, „eretnek” latinok ellen az egyház hitét és önállóságát védelmező szerepébe. A helyzetet tovább súlyosbította Konstantinápoly 1204-es elfoglalása, amikor a keresztes lovagok által véghez vitt rablás, öldöklés, pusztítás, a császárság felosztása és a pátriárka leváltása végleg elborzasztotta a keletieket.
Kétszer történt kísérletet az egyházszakadás elsimítására, először 1274-ben a második lyoni zsinaton, majd 1439-ben a firenzei zsinaton. A tárgyalásokra elsősorban politikai okokból került sor mindkét alkalommal: a bizánci császár segítséget remélt a Nyugattól az iszlám, majd a törökök elleni harchoz és ezért hajlandó volt eltekinteni az egyházszakadás eredeti okaitól. Vallási okból a Nyugat is beleegyezett, hiszen a pápák igyekeztek a keresztény egyház egységét (és saját fennhatóságukat) helyreállítani. Azonban egyik kísérlet sem volt sikeres, mert a keleti egyház vezetői a küldötteket mindkét alkalommal a hatáskör túllépésével vádolták és semmisnek nyilvánították a megegyezést. Addigra keleten már annyira elterjedt a nézet, hogy az eretnek nyugatiak szakadtak el tőlük, hogy a törököktől való félelmük sem bírta rávenni őket a kiegyezésre – a korabeli szállóige szerint „inkább a szultán turbánja, mint a pápa tiarája”.
1960-ban XXIII. János pápa létrehozta a Keresztény Egységtörekvés Pápai Tanácsát (Pontificium Consilium ad unitatem Christianorum fovendam) elsősorban azzal a céllal, hogy előkészítse a többi keresztény egyház részvételének módját a II. vatikáni zsinaton. Ez a pápai tanács azóta is folyamatosan dolgozik többek között a keleti ortodox egyházakkal folytatott párbeszéden.
A katolicizmussal történő kölcsönös kiátkozását 1965. december 7-én oldotta fel VI. Pál pápa és I. Athenagorasz konstantinápolyi pátriárka.
1999 májusában II. János Pál pápa volt az első nyugati egyházfő, aki a keleti ortodox egyházhoz tartozó országba, Romániába látogatott. A látogatást Teoctist román pátriárka 2002-ben viszonozta, amikor a Vatikánban együtt imádkoztak a két testvéregyház közeledéséért. Bukarestben állítólag ezekkel a szavakkal fogadta a pápát: „A kereszténység második évezrede az egyház egységén ejtett fájdalmas sebbel vette kezdetét, az évezred vége igazi elkötelezettséget hozott az kereszténység egységének helyreállítására.”
A magyar államalapítás millenáris ünnepségeire (2000) való tekintettel I. István magyar király személyében a keleti egyházak először emeltek szentjeik sorába Rómában a nagy egyházszakadás után kanonizált szentet, így közel ezer év után az első magyar király személyében újabb közös szentje van a katolikus és ortodox egyházaknak.

## Aktuális vitás kérdések
Az újraegyesülés szándéka mindkét fél részéről megvan, azonban létezik még egy sor olyan kérdés, amelyben lassú a közeledés.

### Egyházjogi és -szervezeti kérdések
1. A pápa primátusa. A Nyugati Egyházban a pápa az egyház látható feje, minden püspök fölött áll, a püspöki kollégium csak az ő vezetésével gyakorolhatja a hatalmát (II. vatikáni zsinat). A Keleti Egyház megőrizte az apostolok kollegialitását abban az értelemben, hogy egyik pátriárka sincs a másiknak alárendelve (autokefália).
2. Papi nőtlenség (cölibátus). A Nyugati Egyház csak nőtlen férfiakat szentel pappá. A Keleti Egyház nős férfiakat is, azonban a felszentelt papok később már nem nősülhetnek vagy nősülhetnek újra. Püspök keleten is csak nőtlen pap lehet.
3. Szerzetesrendek. A Keleti Egyházban a szerzetesség intézménye egységes, azaz egyetlen rend van (női és férfi ággal), és kifogásolják, hogy a Nyugati Egyházban a különböző szerzetesi rendek és kongregációk egész sora fejlődött ki.

### Dogmatikai kérdések
1. Filioque. (Lásd fentebb.)
2. Tisztítótűz.
3. Pápai tévedhetetlenség. Az első vatikáni zsinat kimondta a pápa tévedhetetlenségét hit és erkölcs dolgában. A Keleti Egyház ezt nem tartja összeegyeztethetőnek azzal, hogy a pápa is, mint minden ember, gyarló, tévedésre és bűnre hajló.
4. Mária szeplőtelen fogantatása.

Ez utóbbihoz hasonlóan a Keleti Egyház általában nem fogadja el és nem tartja magára nézve kötelezőnek a szakadás óta nyugaton tartott zsinatokat, illetve definiált dogmákat.

### Liturgikus kérdések
1. Kovásztalan kenyérrel való misézés és áldozás. A Keleti Egyház csak a kovászolt kenyérrel való misézést tartja érvényesnek. A nyugati jog szerint mindkét forma érvényes, de többnyire gyakorlati okok miatt a kovásztalant részesítik előnyben (biztonságosabban kezelhető és tárolható).
2. A Szentlélek hívása átváltoztatás előtt. Ez a momentum a nyugati liturgiából kimaradt, a keleti hagyomány azonban ragaszkodik hozzá.[forrás?]
3. A bérmálás szentsége felvételének időpontja. A keleti rítus szerint a bérmálás szentségét a keresztséggel együtt szolgáltatják ki csecsemőkorban. A nyugati gyakorlatban a bérmálás inkább a „keresztény nagykorúság” szentsége, ezért ifjú- vagy felnőttkorban veszik fel. (Megjegyzés: az első századok ókeresztény egyházaiban a keresztséget is csak felnőttek számára szolgáltatták ki.)
4. A bérmálás szentségének kiszolgáltatója. A Nyugati Egyházban a bérmálás rendes kiszolgáltatója a megyés püspök, és csak egyedi esetben adhat erre felhatalmazást a pap számára. Keleten a keresztelő pap egyben meg is bérmál.
5. Az első szentáldozás időpontja. A nyugati jog azt kívánja meg, hogy az elsőáldozásra rendes körülmények között csak az értelem használatát követően kerüljön sor. Pontos korhatárt nem ír elő, de ez általában 7-9 évet jelent. (A rendkívüli esetekre (pl. halálveszély) más előírások érvényesek.) A Keleti liturgiában minden további nélkül kiszolgáltatják az eucharisztiát a kisdedeknek is. A Keleti Egyház felrója a Nyugatinak, hogy joggyakorlata miatt sokan halnak meg anélkül, hogy egyszer is áldoztak volna.
6. Gyónás az áldozás előtt. A Keleti Egyház megkívánja, hogy a Szent Eucharisztiát csak megtisztult lélekkel, azaz gyónást követően vegyék magukhoz a hívek. Erre általában a legnagyobb ünnepeken kerül sor, évente pár alkalommal. A Nyugati Egyház azonban azt szorgalmazza, hogy a hívek minél gyakrabban (hetente, sőt akár ennél is sűrűbben) járuljanak a szentáldozáshoz. Viszont nem várja el minden áldozás előtt a gyónást, csupán súlyos bűn vagy hosszú idő eltelte esetén. A további félreértések elkerülése végett meg kell még említenünk, hogy a keleti liturgiában bevett gyakorlat a mise keretében megáldott, de át nem változtatott kenyér vétele az utolsó vacsora emlékeként, ez azonban nem szentáldozás. A megáldott kenyeret minden misén magukhoz vehetik a hívek, sőt haza is vihetnek belőle szeretteiknek, és mivel ez nem eucharisztia, nem is kell előtte gyónniuk.
7. Egy szín alatti áldozás. Nyugaton elterjedt és jogilag is elfogadott gyakorlat a csak egy szín alatti áldozás, azaz csak a test vétele a vér vétele nélkül (vagy csak a vér vétele súlyos betegség esetén). Kelet ragaszkodik a két szín szétválaszthatatlanságához.
8. Az áldoztató személye. A Keleti Egyházban csak a pap vagy a diakónus áldoztathat, a nyugati jog szerint az akolitus[19] is, sajátos esetekben pedig bármely erre alkalmas, méltó és megbízott laikus.)
9. Keresztelés leöntéssel. A nyugati liturgia érvényesnek tekinti a leöntéssel való keresztelést, míg a keleti csak az alámerítéssel történőt.
10. Böjt. Kelet sérelmezi, hogy Nyugat enyhített bizonyos böjti előírásokon, például a keleti hagyomány elvárja nagyböjtben a tojástól és a tejtermékektől való tartózkodást is.
11. Szobrok. A keleti hagyomány elutasítja a szentek és az isteni személyek szoborként való ábrázolását.
12. Egyéb liturgikus különbségek: a Keleti Egyház nem ért egyet azzal, hogy a Nyugati Egyház és liturgia hivatalos nyelve a latin lett; a keleti hagyomány nem engedélyezi a hangszerek használatát a liturgiában stb.

A közeledéshez és az esetleges újraegyesüléshez való hozzáállások:
- A Római Egyház a jogi és liturgikus kérdések túlnyomó részében nem várja el a Bizánci Egyházak alkalmazkodását, mint ahogyan azok a keleti egyházak is, amelyek eddig egyesültek vele, megtarthatták liturgiájukat és szokásrendjüket (keleti katolikus egyházak). Hasonlóan közelít az anglikánokhoz is. Nem kívánja meg a filioque betoldását a görög nyelvű hitvallásba, a papi nőtlenséget, a misézésnek, az egyéb szentségek kiszolgáltatásának (pl. bérmálás) vagy a böjt gyakorlatának megváltoztatását. Viszont elvárná a pápai primátus és tévedhetetlenség dogmájának és gyakorlatának elfogadását.
- A Bizánci Egyházak azonban úgy értelmezik a történteket, hogy a szakadás által és óta Róma távolodott el az ősegyház hagyományától. Ezért a közeledés jegyében nem elégszik meg azzal, hogy Nyugat az időközben kialakult dogmáit és gyakorlatait nem erőlteti Keletre, azok teljes visszavonását követeli. Míg a katolicizmus úgy tekint a két Egyházra, mint két párhuzamosan alakuló hagyományra (ahol a szokásbeli különbségektől eltekintve mindkettő őrzi a hit tisztaságát), az ortodoxia úgy véli, hogy a Nyugat tévútra jutott. Ezt tükrözi egyébként az események fogalmi jelölése is: nyugat egyházszakadásról, kelet ellenben skizmáról beszél (a skizmatikus szó jelentése már súrolja az eretnek szóét).

## Galéria

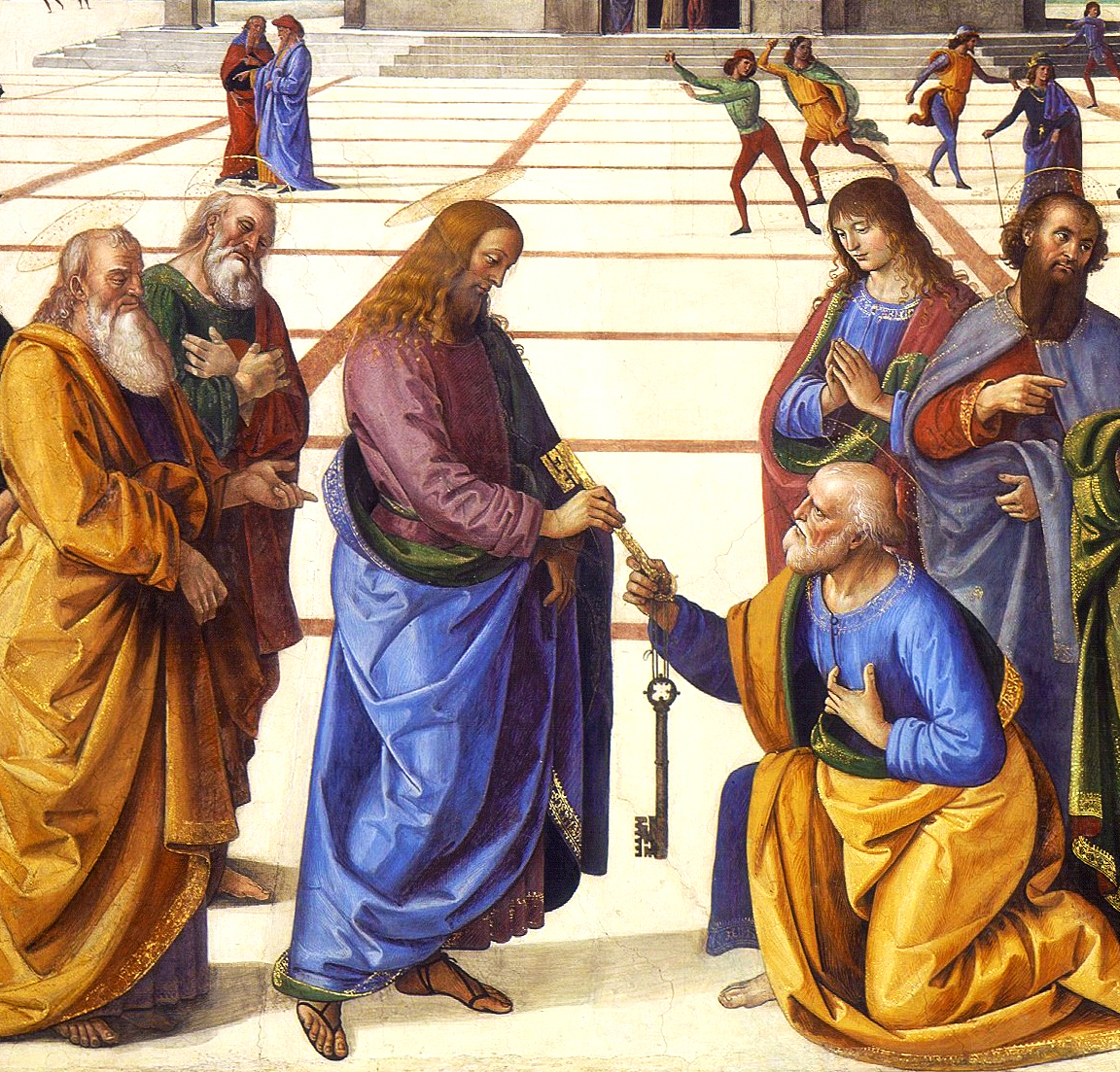
Krisztus átadja a mennyország kulcsait Péternek, Pietro Perugino freskója 1481–82-ből. A képet IV. Sixtus pápa rendelte a nevét viselő Sixtus-kápolnába, hogy a pápa fennhatóságát hirdesse
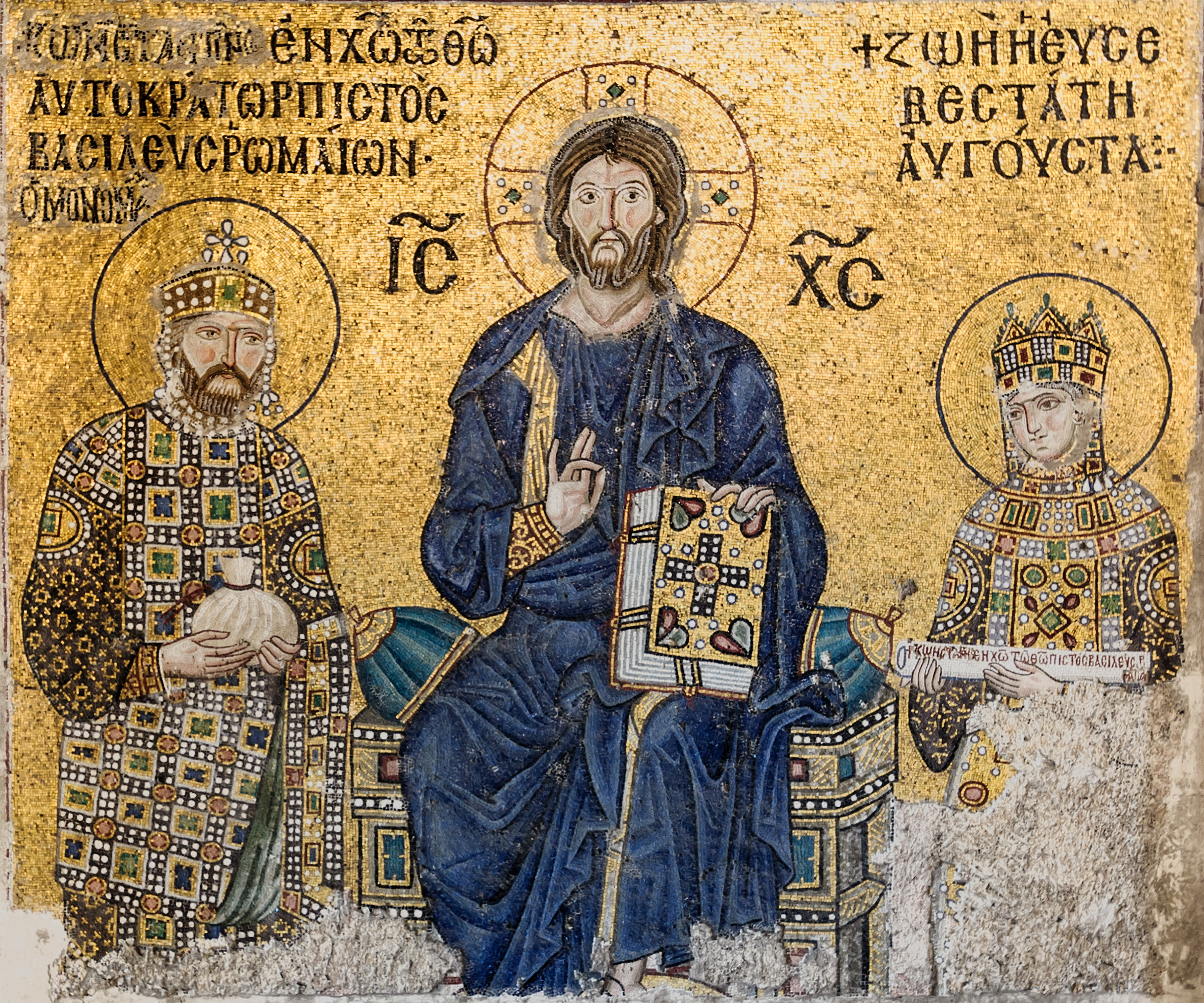
Mozaik a Hagia Sophiában: Krisztus két oldalán IX. Konstantin császár (balra) és Zoe császárnő
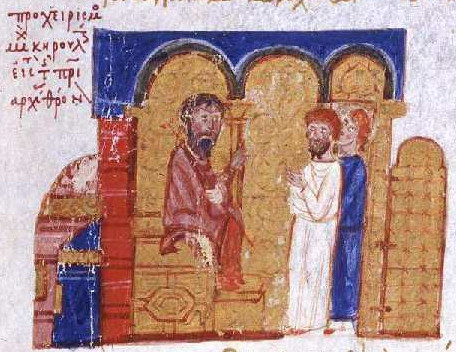
Kerulláriosz Mihály konstantinápolyi pátriárka

## Fordítás
Ez a szócikk részben vagy egészben  az   East-West Schism című angol Wikipédia-szócikk ezen változatának fordításán alapul.  Az eredeti cikk szerkesztőit annak laptörténete sorolja fel. Ez a jelzés csupán a megfogalmazás eredetét és a szerzői jogokat jelzi, nem szolgál a cikkben szereplő információk forrásmegjelöléseként.